# 北房ぶり市
北房ぶり市（ほくぼうぶりいち）は、岡山県真庭市の北房地区で開催される歳の市である。300年以上の伝統を有し、現在は毎年2月第一日曜日、北房地区の中心にある呰部（あざえ）商店街で開催される。2004年、「ふるさとづくり2004」（全国58新聞社、財団法人地域活性化センター主催）で、第8回ふるさとイベント大賞部門賞（産業・観光部門）を受賞した。

## 来歴
呰部は、近畿と九州、山陰と山陽という東西・南北の交通が交差し、かつて北部吉備の要衝として栄えていた。旧正月前の12月25日（旧暦）には、山間部のごちそうだったブリや正月用品などを売る歳市が立って賑わったとされ、1700年に陣屋の代官が書いたとされる市開催許可状の古文書が残っている。
その後、備中松山藩主であった石川総慶が1744年3月、伊勢亀山藩に移封された際、石高を合わせるために北房を中心とした近郷13ケ村1万石が伊勢亀山藩の飛び領地となり、中津井に陣屋を置いた。そして領内繁栄のためにとぶり市を奨励し、繁盛するようになった。山里で魚を食べることが少なかったこともあり、正月だけはぶりを食べようと多くの人が繰り出し、米一俵の価格のぶりが2,3千本売れたといわれる。また、「ぶり市の風にあたると運が良い、風邪をひかない」と言い伝えられ、今も続いている。
以後250年近く、ぶり市は開かれてきたが、1988年に呰部商店街が町おこしとしてイベント化し、代官による許可状伝達式を開催するようになった。
2000年には、開市300周年の記念行事が行われた。
2004年、「ふるさとづくり2004」（全国58新聞社、財団法人地域活性化センター主催）で、第8回ふるさとイベント大賞部門賞（産業・観光部門）を受賞した。全国から応募された164イベントの中で、「一日三万人もの人でにぎわっており、地場産業振興や観光客誘致に寄与している」と評価された。

## 現在
1990年代は旧正月に近い日曜日に開催されていたが、2012年現在は、2月の第1日曜日、10時-16時に開催されている。
ぶり市当日は関所が再現され、10時になると、伊勢亀山藩（亀山市）から飛脚がぶり市許可状を届ける。それを代官が読み上げ、呰部商店会長が受け取って開幕する。
呰部商店街の1kmを歩行者天国とし、道の両側に約100店の露店が並ぶ。その途中で、丸太組でこもをかけて再現された「ぶり小屋」が2カ所設けられ、長崎、氷見、境港（年によって場所は変わる）などで水揚げされた約200～300匹が市価の3割安程度で販売される。露店には他に食料品、陶器、衣類、植木や花などが並んでいる。
2008年からはPRとして、会場となる呰部商店街に、ぶりの形をした体長2.4mのちょうちんが掲げられるようになった。また長さ約300mの昭和通り商店街では、15軒ほどの商店が、軒先に長さ1mのぶり形ちょうちんを2体ずつ吊している。
ぶり市は毎年、3万-3万5千人が県外や県内から訪れ、賑わっている。